# (1546) Izsák
(1546) Izsák ist ein Asteroid des Hauptgürtels, der am 28. September 1941 von dem ungarischen Astronomen György Kulin am Konkoly-Observatorium in Budapest entdeckt wurde. 
Benannt ist der Asteroid nach Imre Gyula Izsák (1929–1965), einem ungarischen Astronomen und Himmelsmechaniker.